# 조선사연구
조선사연구(朝鮮史硏究)는 정인보가 지은 역사책이다. 1946∼7년에 간행되었으며, 상·하 2권으로 되어 있다. 그가 이 책을 저술하게 된 직접적인 동기는 일제에 의한 한국사의 왜곡이었고, 한국 역사학자들이 줏대없이 역사를 연구하여 일제의 식민지 문화정책에 동조하고 있음을 개탄한 데서이다. 이 책은 식민정책의 가열로 인해서 처음 계획과는 달리 고조선에서 삼국시대에 이르는 역사과정을 서술하는 것으로 그쳤으나, 이 시기의 전 역사를 민족사라고 주체적인 입장에서 체계화하였다는 점에서 큰 성과였다.